# Ullka
Pour plus de détails, voir Fiche technique et Distribution.
Ullka est un film coproduit en Suisse et en Albanie, réalisé par Maya Simon et Ylli Pepo, et sorti en 2003.

## Synopsis
En 1991, le régime communiste Albanais s'effondre. Le film raconte l'histoire d'Ullka, une femme albanaise qui quitte son pays avec sa fille Doruntina et son amie Mira pour aller en Suisse où elles recherchent l'homme idéal.

## Fiche technique
- Titre alternatif : Les Lunettes de l'amour[1]
- Réalisation : Maya Simon
- Co-réalisatrice:  Ylli Pepo
- Scénario : Besa Myftiu[2]
- Production :  Eôs Films SA, Vedis
- Directeur de la photo : François Poirier
- Lieux de tournage: Albanie, Genève
- Musique : Elina Duni, Gentian Rushi, José Luis Asaresi
- Montage : Isabelle Dedieu, Marc Blavet
- Format : 35 mm
- Durée : 90 minutes
- Date de sortie : août 2003[3]

## Distribution
- Bessa Myftiu : Yllka
- Zamira Kita : Mira
- Xhenis Vehbiu : Doruntina enfant
- Elina Duni : Doruntina ado
- Valentin Rossier : Patrick
- Yves Lambrecht : Yves